# Matthew Butturini
Matthew Butturini, né le 7 août 1987 à Murwillumbah, est un joueur australien de hockey sur gazon.

## Palmarès
- Médaille de bronze aux Jeux olympiques de Londres en 2012[1]